# Broughton and Old Dalby
Broughton and Old Dalby – gmina (civil parish) w Anglii, w hrabstwie Leicestershire, w dystrykcie Melton. Leży 23 km na północny wschód od miasta Leicester i 157 km na północ od Londynu.